# ベン・ホワイト (ラグビー選手)
ベン・ホワイト（Ben White、1998年5月27日 - ）は、トップ14RCトゥーロンに所属するラグビー選手。

## プロフィール
- イングランド・ストーク＝オン＝トレント出身[1]。
- ポジションはスクラムハーフ(SH)。
- 身長 178cm、体重 88kg
- U20イングランド代表に選ばれたことがある[2]。
- スコットランド代表キャップは21（2024年3月現在）でラグビーワールドカップ2023のスコットランド代表に選ばれたことがある[3]。

## 略歴
レスター・タイガース、ドンカスター・ナイツ、ロンドン・アイリッシュを経て、2023年、RCトゥーロンに加入。